# 佐久間左馬太
佐久間 左馬太（さくま さまた、天保15年10月10日〈1844年11月19日〉- 大正4年〈1915年〉8月5日）は、明治期の日本の陸軍軍人。栄典は正二位勲一等伯爵。台湾総督・東京衛戍総督・近衛師団長等を歴任し、最終階級は陸軍大将に昇る。台湾・花蓮の佐久間神社（現在は廃社）の祭神。

## 経歴
長州藩士・岡村孫七の次男として生まれ、佐久間竹之丞の養子となる。奇兵隊に入隊し、大村益次郎の元で西洋兵学を学ぶ。
慶応2年（1866年）第二次長州征伐の時には長州藩諸隊の亀山隊大隊長として芸州口に従軍した。
戊辰戦争では棚倉、二本松、会津を転戦。維新後陸軍軍人となり、明治5年（1872年）陸軍大尉・西海鎮台付に任命される。
明治7年（1874年）2月佐賀の乱平定後、熊本鎮台参謀長に就任し台湾出兵に従軍。明治10年（1877年）の西南戦争には歩兵第6連隊長として参加した。明治14年（1881年）2月、陸軍少将・仙台鎮台司令官に進み、明治18年（1885年）5月には歩兵第10旅団長、明治19年（1886年）陸軍中将に進み翌年男爵に叙せられる。
明治27年（1894年）の日清戦争では第2師団長として出征し威海衛の攻略に当った。戦後の明治28年（1895年）5月、占領地総督に就任し、同年勲一等旭日大綬章を受章し子爵に陞爵。近衛師団長・中部都督を経て明治31年（1898年）陸軍大将に任ぜられる。一時休職したものの明治37年（1904年）東京衛戍総督、明治39年（1906年）4月には台湾総督に就任し、市街地のインフラ、縦貫鉄道の全通、博物館の開設、阿里山森林の伐採、理蕃事業などに尽力した。これらの功績により勲一等旭日桐花大綬章を受章、明治40年（1907年）伯爵に陞爵する。大正4年（1915年）5月に退役、同年8月5日薨去。後を三男の俊一が継ぐ。俊一の長女・美子は台湾のインフラ事業で富豪となった賀田金三郎の長男・以武に嫁いだ。

## 年譜

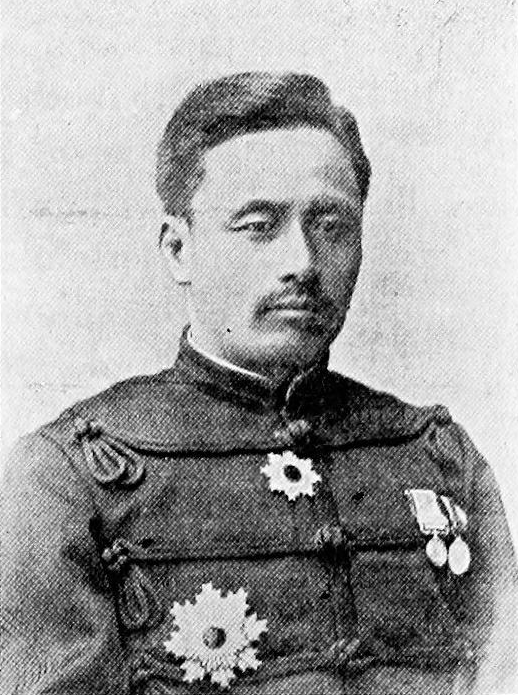
第2師団長時代の佐久間。

- 1872年（明治5年）4月8日 - 陸軍大尉初任
- 1874年（明治7年）4月5日 - 熊本鎮台参謀長
- 1875年（明治8年）4月14日 - 歩兵第6連隊長
- 1878年（明治11年）11月21日 - 陸軍大佐昇進
- 1881年（明治14年）2月7日 - 陸軍少将昇進仙台鎮台司令官
- 1885年（明治18年）5月21日 - 歩兵第10旅団長
- 1886年（明治19年）
  - 3月16日 - 仙台鎮台司令官
  - 12月23日 - 陸軍中将
- 1887年（明治20年）5月24日 - 叙男爵[3]
- 1888年（明治21年）5月14日 - 第2師団長
- 1895年（明治28年）
  - 4月5日 - 占領地総督
  - 8月20日 - 子爵陞爵
- 1896年（明治29年）
  - 5月10日 - 近衛師団長
  - 10月14日 - 中部都督
- 1898年（明治31年）9月28日 - 陸軍大将昇進
- 1900年（明治35年）12月25日 - 明治34年陸軍始観兵式諸兵指揮官被仰付[4]
- 1902年（明治35年）10月29日 - 休職
- 1904年（明治37年）5月1日 - 東京衛戍総督
- 1906年（明治39年）4月11日 - 台湾総督
- 1907年（明治40年）9月21日 - 伯爵陞爵
- 1915年（大正4年）5月1日 - 台湾総督辞任・退役

## 栄典
位階
- 1886年（明治19年）10月28日 - 従四位[5]
- 1895年（明治28年）12月20日 - 正三位[6]
- 1901年（明治34年）1月31日 - 従二位[7]
- 1909年（明治42年）9月20日 - 正二位[8]

爵位
- 1895年（明治28年）8月20日 - 子爵[9]
- 1907年（明治40年）9月21日 - 伯爵[10]

勲章等
| 受章年                     | 略綬 | 勲章名                   | 備考 |
| -------------------------- | ---- | ------------------------ | ---- |
| 1882年（明治15年）11月1日  |      | 勲三等旭日中綬章         |      |
| 1887年（明治20年）11月25日 |      | 勲二等旭日重光章         |      |
| 1889年（明治22年）11月25日 |      | 大日本帝国憲法発布記念章 |      |
| 1895年（明治28年）8月20日  |      | 勲一等旭日大綬章         |      |
| 1895年（明治28年）11月18日 |      | 明治二十七八年従軍記章   |      |
| 1906年（明治39年）4月1日   |      | 旭日桐花大綬章           |      |
| 1906年（明治39年）4月1日   |      | 明治三十七八年従軍記章   |      |